# Teatro Flavio Vespasiano
Il teatro Flavio Vespasiano è il principale teatro di Rieti. Fu inaugurato il 20 settembre 1893, dopo dieci anni di lavori e ritocchi sotto la direzione dell'architetto milanese Achille Sfondrini. È intitolato all'imperatore Vespasiano, che aveva origini sabine (essendo nato a Vicus Phalacrinae, odierna Cittareale).
Annualmente vi si svolgono il Rieti Danza Festival, il Concorso internazionale per le nuove voci della lirica "Mattia Battistini", il Concorso nazionale per giovani attori e alcuni spettacoli del Reate Festival.

## Storia

### Precursori
Le prime notizie sull'esistenza di un'attività teatrale a Rieti risalgono ai secoli XV - XVI, quando le confraternite religiose organizzavano spettacoli all'aperto nelle principali piazze della città.
Sul finire del Cinquecento, l'esigenza di organizzare gli spettacoli in luoghi chiusi e riparati portò alla nascita del teatro dell'Accademia del Tizzone, che si trovava in via Terenzio Varrone presso un ex ospedale.
Tuttavia i locali destinati al teatro erano molto ristretti e così, tra il 1765 e il 1768, l'edificio venne demolito per fare posto al teatro dei Condomini, una struttura più ampia realizzata in legno, che fu il primo vero teatro esistito a Rieti.

### Progettazione e costruzione
Già all'inizio dell'Ottocento a Rieti si sentiva la necessità di realizzare un teatro più grande e più solido, sia per via del crescente numero di spettatori delle rappresentazioni teatrali, sia per la volontà di realizzare un edificio di maggiore prestigio architettonico, che potesse competere con gli omologhi edifici che si andavano costruendo nel resto d'Italia.
Nel 1838 venne redatto un primo progetto, ad opera dell'architetto Luigi Poletti, che prevedeva la costruzione di una struttura in piazza Oberdan, ma l'idea venne accantonata e le “redini” del progetto vennero affidate all'architetto Vincenzo Ghinelli il quale individuò un nuovo sito in un'area su via Garibaldi.

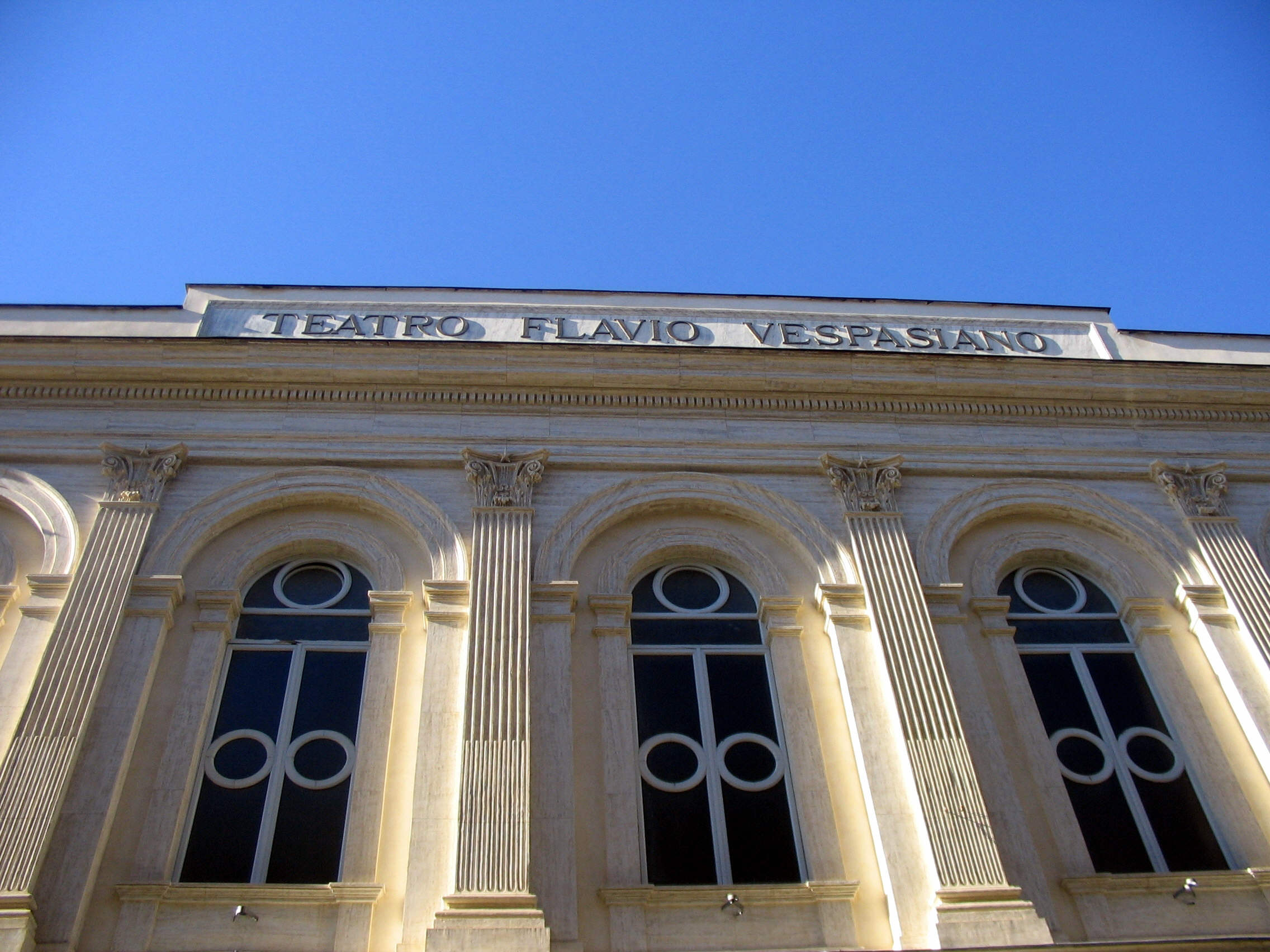
Dettaglio della facciata

L'opera si dimostrò molto costosa, tanto che nel 1859 fu coinvolta nell'iniziativa anche la Cassa di Risparmio della città e nel 1867 il Comune rilevò la completa gestione dei lavori, affidandoli all'architetto Achille Sfondrini, già autore del Teatro Costanzi di Roma.
Anche l'assegnazione del nome non fu facile. Da una parte c'era chi chiedeva che la nuova struttura venisse intitolata al compositore reatino Giuseppe Ottavio Pitoni, dall'altra chi sosteneva il nome dell'imperatore romano Vespasiano, rimproverando al Maestro un'appartenenza troppo clericale; furono poi proprio questi ultimi a prevalere.
L'urgenza di realizzare la nuova struttura fu evidenziata nel 1882, quando una legge dichiarò inagibili i teatri lignei perché troppo pericolosi, determinando la chiusura del teatro dei Condomini. Questo avvenimento portò a rompere gli indugi, e così il 16 dicembre 1883 fu posata la prima pietra del nuovo teatro.
L'edificio venne innalzato rapidamente e nel 1885 la struttura era già completa. Molto più tempo fu richiesto per la decorazione degli interni. Nel 1893, nell'ambito della realizzazione del teatro, fu realizzato il collegamento pedonale tra il retro del teatro e la sottostante piazza Oberdan, mediante una doppia rampa (soprannominata "pincetto").
I lavori si conclusero in quello stesso anno: il teatro venne finalmente inaugurato il 20 settembre 1893, con una rappresentazione del Faust di Gounod e della Cavalleria rusticana di Pietro Mascagni.

### Esercizio

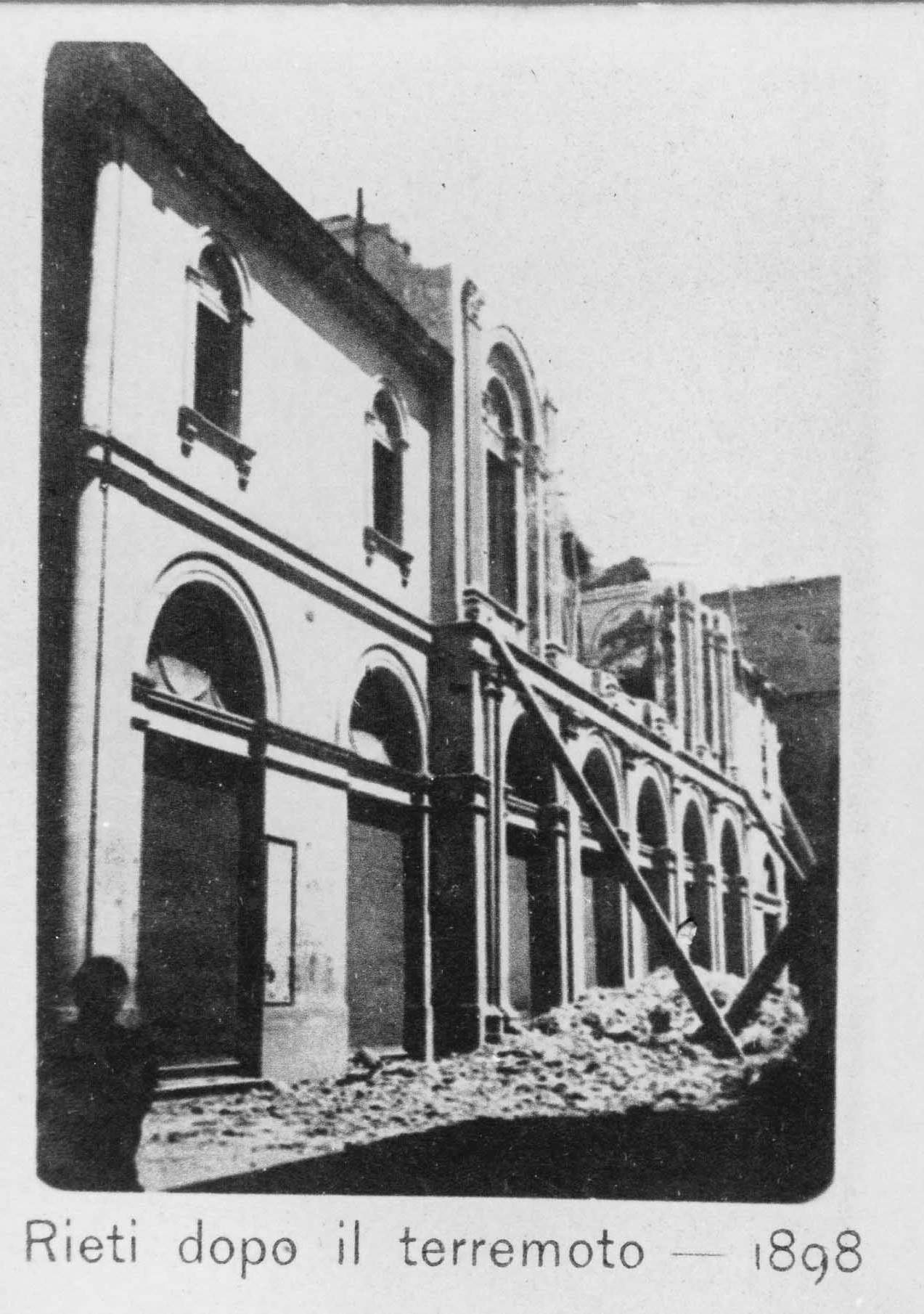
Il teatro dopo il terremoto del 1898

Ad appena cinque anni dall'inaugurazione il teatro fu danneggiato dal terremoto del 1898, che provocò il crollo della cupola e di parte della facciata; andò pertanto perso il dipinto che originariamente ornava la cupola, opera di Giuseppe Casa. Nel giro di pochi anni il teatro fu riparato e tornò funzionale; nel 1901 la nuova cupola fu ornata con un'opera a tempera di Giulio Rolland.
Nel corso della seconda guerra mondiale il teatro subì gravi danni a causa dello scavo di un rifugio antiaereo, che causò il cedimento delle sue fondamenta. Nel secondo dopoguerra, per via dello scarso numero di rappresentazioni, la struttura fu utilizzata anche come sala cinematografica.
In tale periodo l'intitolazione del teatro fu nuovamente messa in discussione, insieme al tema delle opere figurative interne: infatti, all'indomani dell'olocausto, appariva inopportuno celebrare la distruzione di Gerusalemme raffigurata nei dipinti e il suo fautore Vespasiano. Il sindaco antifascista Angelo Sacchetti Sassetti chiese perentoriamente che il teatro venisse intitolato a Giuseppe Ottavio Pitoni e che la cupola e il sipario venissero nascosti alla vista, minacciando le proprie dimissioni; ma la giunta comunale respinse le richieste e le dimissioni, e infine lo stesso Sacchetti Sassetti cambiò idea.
Alla fine degli anni novanta del secolo scorso, il teatro è stato restaurato restituendo anche alle facciate, che ormai erano estremamente rovinate, un aspetto decisamente più dignitoso.
Nel 2005 altri lavori per l'adeguamento alle norme di sicurezza relative ai locali destinati a manifestazioni pubbliche ne hanno determinato la chiusura, cessata poi il 10 gennaio 2009 con un concerto inaugurale sulle note di musiche eseguite dall'Opera studio dell'Accademia nazionale di Santa Cecilia e di Roma, diretta dal maestro Marcello Rota. La serata ha visto esibirsi anche quattro solisti: i soprani Karina Grigoryan e Jessica Pratt, il mezzosoprano Anna Gorjačëva ed il baritono Roman Burdenko. Tra il pubblico erano presenti anche il sottosegretario alla presidenza del Consiglio, Gianni Letta e il senatore Franco Marini. Gli interventi effettuati hanno permesso anche di riportare i colori della sala principale alle tonalità chiare originali e di restaurare ori e stucchi consumati dal tempo. I tre anni di lavori hanno impegnato un totale di 3,3 milioni di euro.
Nel 2009 il comune di Rieti ha approvato degli interventi per la realizzazione sul lato ovest di spazi dedicati alla produzione di opere teatrali; tali lavori, tuttora in corso, consentiranno di rendere il Flavio un teatro di produzione e non solo di rappresentazione teatrale. Ulteriori lavori, finanziati nel 2016 dalla regione Lazio ma non ancora avviati, permetteranno il ripristino della sala degli specchi e dei locali dove si trovava il circolo di lettura.

## Descrizione

### Esterno

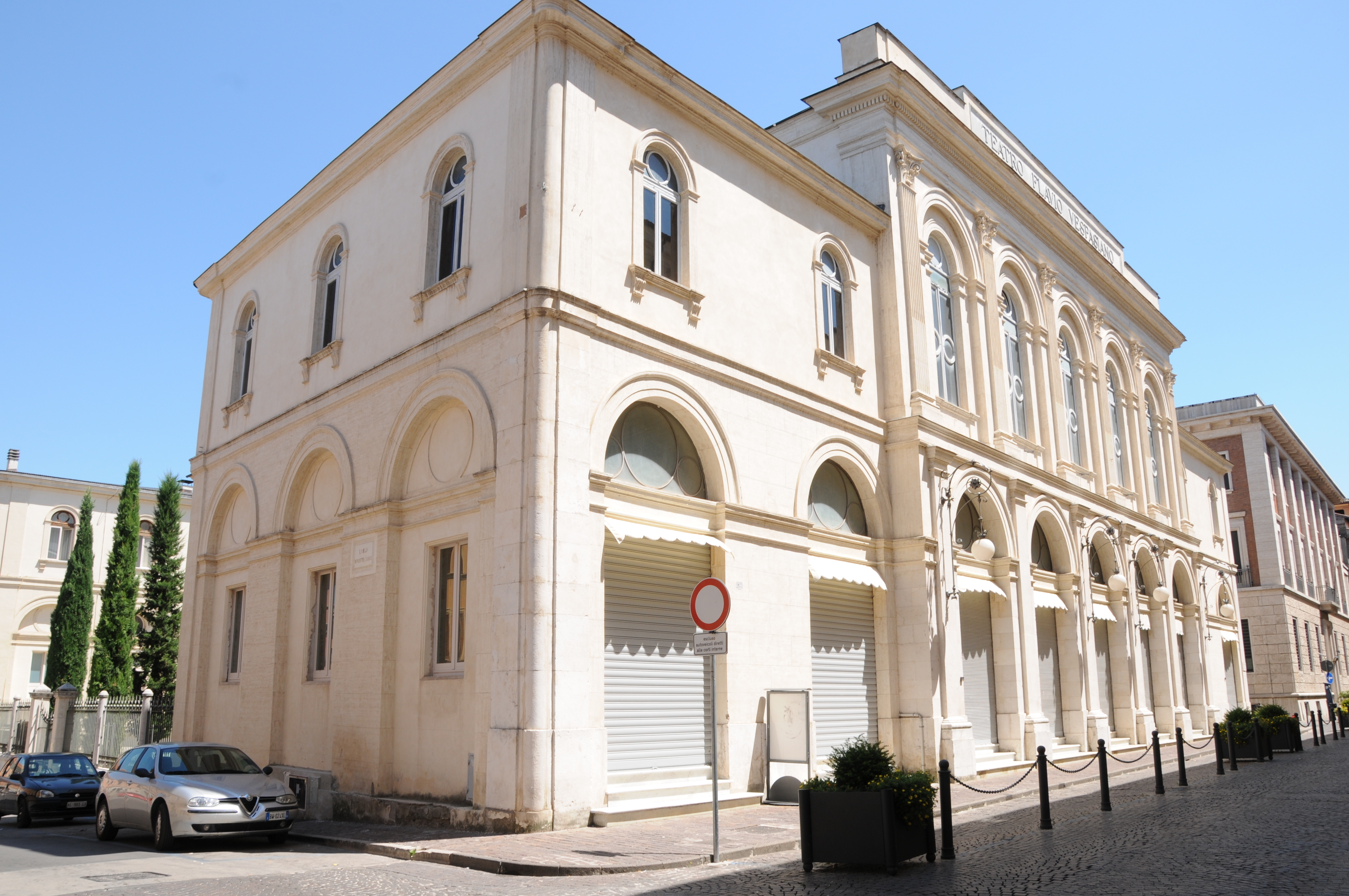
La facciata

All'esterno, il teatro appare stretto fra gli edifici circostanti, cosa che non permette di osservarlo nella sua interezza e di apprezzarne l'aspetto. Per l'esterno, lo Sfondrini prese come modello il teatro dell'Opera di Roma che egli stesso aveva realizzato nel decennio precedente.
La facciata, orientata a sud, si apre su via Garibaldi, una delle principali arterie del centro storico; a causa della vicinanza con l'antistante palazzo Vincenti Mareri, può essere osservata nella sua interezza solo da una posizione semi-laterale. È in stile neorinascimentale e si compone di due ordini di archi a tutto sesto alternati a lesene.
Il lato posteriore del teatro, orientato a nord, termina sulla stretta via Centurioni; questo lato rimane più scoperto rispetto alla facciata, ed è visibile - anche se non perfettamente - da piazza Oberdan, che è posta ad una quota più bassa ed è collegata a via Centurioni tramite una doppia rampa pedonale soprannominata "pincetto", costruita insieme al teatro. Il lato posteriore, a differenza della facciata, è in stile neoclassico e mostra un carattere più severo, con un coronamento a timpano (originariamente decorato) che nasconde la mole della cupola.
Il lato ovest, su Largo Cairoli, offre una visuale più ariosa della struttura e permette di osservare il tamburo che sostiene la cupola ricoperta da lastre di piombo.

### Interno
Per l'interno, lo Sfondrini prese come modello il teatro Verdi che aveva già realizzato a Padova.
Foyer

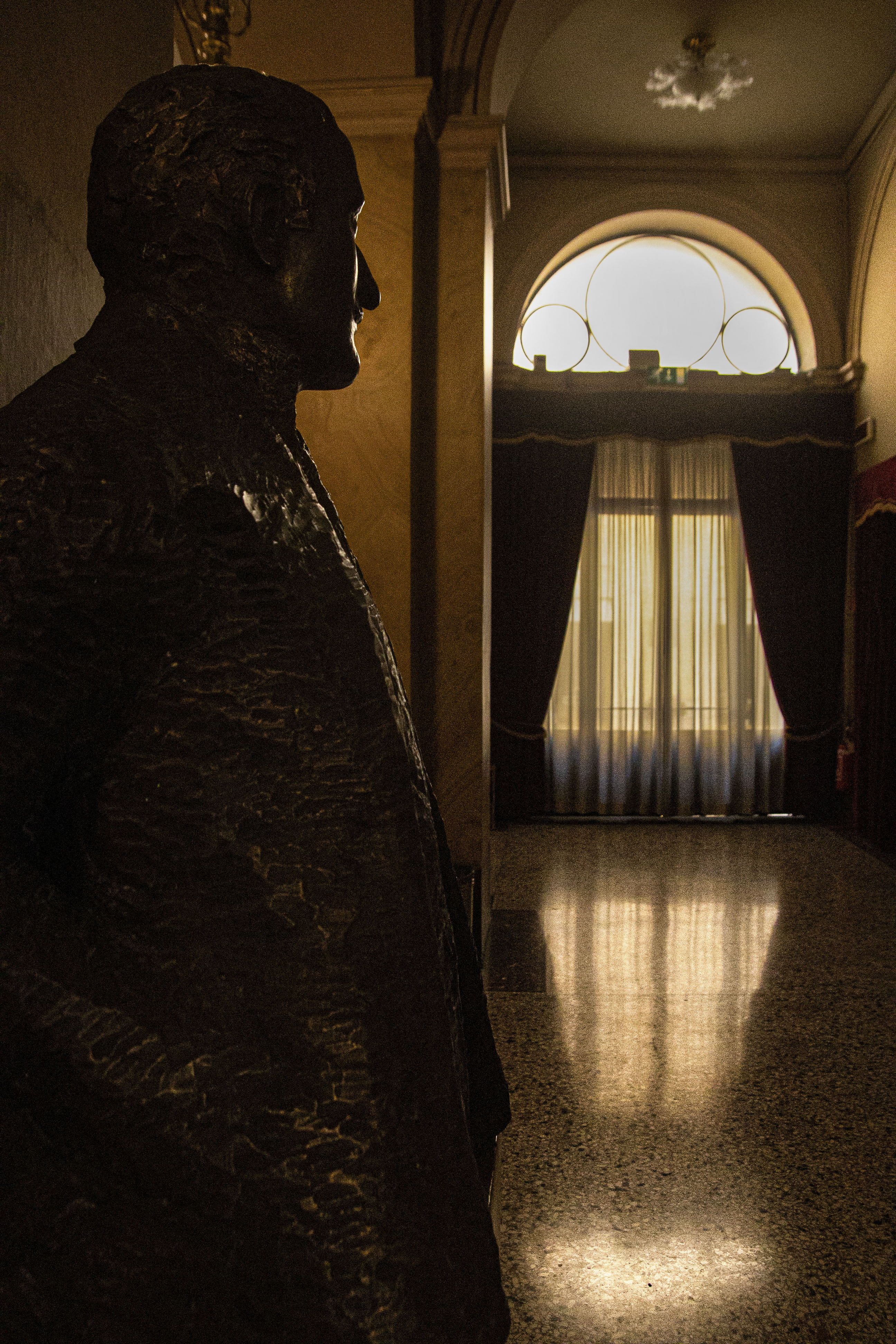
Il foyer

All'ingresso si trova il foyer, un atrio dominato da cinque pilastri, spesso utilizzato anche come sede di mostre temporanee. Adiacenti all'atrio sono gli ambienti dedicati a fumoir, caffè e botteghino. Al suo interno si trovano busti e lapidi che ricordano i maggiori artisti che si sono esibiti nel teatro, su tutti il baritono Mattia Battistini.
Il soffitto del foyer è decorato da un ovale a tempera che raffigura l'Allegoria della Musica, realizzato nel 1892 dal pittore romano Federico Ballester. Al suo interno, si trova inoltre una tempera che raffigura le Muse, realizzata nel 1916 da Antonino Calcagnadoro. Altre decorazioni sono di Giuseppe Casa.
Circolo di Lettura e Sala degli Specchi
Tra gli ambienti del teatro si trova il Circolo di Lettura, una serie di spazi finemente arredati, un tempo destinati a balli e concerti. L'ambiente principale è la Sala degli Specchi, una stanza decorata sulle pareti da grandi specchi e sul soffitto dalla pittura allegorica Le ebbrezze della Musica di Giulio Rolland. Questi ambienti sono in disuso e in attesa di essere recuperati.
Sala principale
La sala principale, che con il restauro del 2005 ha ritrovato le tonalità “crema” della sua prima apertura nell'800, appare con una platea di 230 poltroncine rosse divisa in due da un corridoio centrale.
Sul perimetro si alzano tre ordini di palchi per un totale di 72 palchetti, 24 per piano, sormontati da un loggione, mentre frontalmente al palcoscenico, al livello del secondo ordine di palchi e immediatamente sopra all'ingresso si pone il palco reale, decorato sul soffitto da un ovale a tempera di Giuseppe Casa che raffigura tre putti; il balcone è ornato con un bassorilievo in stucco con l'immagine di Giuseppe Verdi. I balconi del secondo e del terzo ordine di palchi, così come quello del loggione, sono decorati da putti e stucchi che rappresentano vari musicisti i cui nomi sono riportati immediatamente sotto. Il loggione in origine poteva accogliere più di cento persone tuttavia oggi, per questioni di sicurezza, è predisposto per ospitare solo trentatré spettatori.
L'intero ambiente è sovrastato da una grande cupola, ornata con un ricco lampadario ed affrescata con una tempera realizzata nel 1901 da Giulio Rolland, che celebra il trionfo di Tito e Flavio a Roma in seguito alla vittoria su Gerusalemme.
Il palcoscenico è chiuso da un sipario istoriato, realizzato nel 1910 da Antonino Calcagnadoro, su cui è raffigurata la resa di Gerusalemme a Vespasiano in seguito all'assedio del 70 d.C.; l'opera è realizzata in tempera su tela ed è ampia 13,4 x 7,6 metri. Lasciato per molti anni all'oblio, nel 2019 il sipario è stato restaurato dall'accademia di belle arti dell'Aquila e nuovamente esposto al pubblico.
Davanti al palcoscenico si trova la fossa, in cui trovano spazio i musicisti.

## Acustica
Il teatro Flavio Vespasiano è noto per la sua ottima acustica, caratteristica questa che ha ricevuto un riconoscimento ufficiale nel 2002 quando Uto Ughi ha stabilito l'assegnazione della prima edizione del premio nazionale per l'Acustica proprio al teatro di Rieti, mentre il professor Bruno Cagli, presidente dell'Accademia nazionale di Santa Cecilia, ha definito il teatro Flavio Vespasiano il migliore al mondo sotto tale punto di vista.

## Eventi

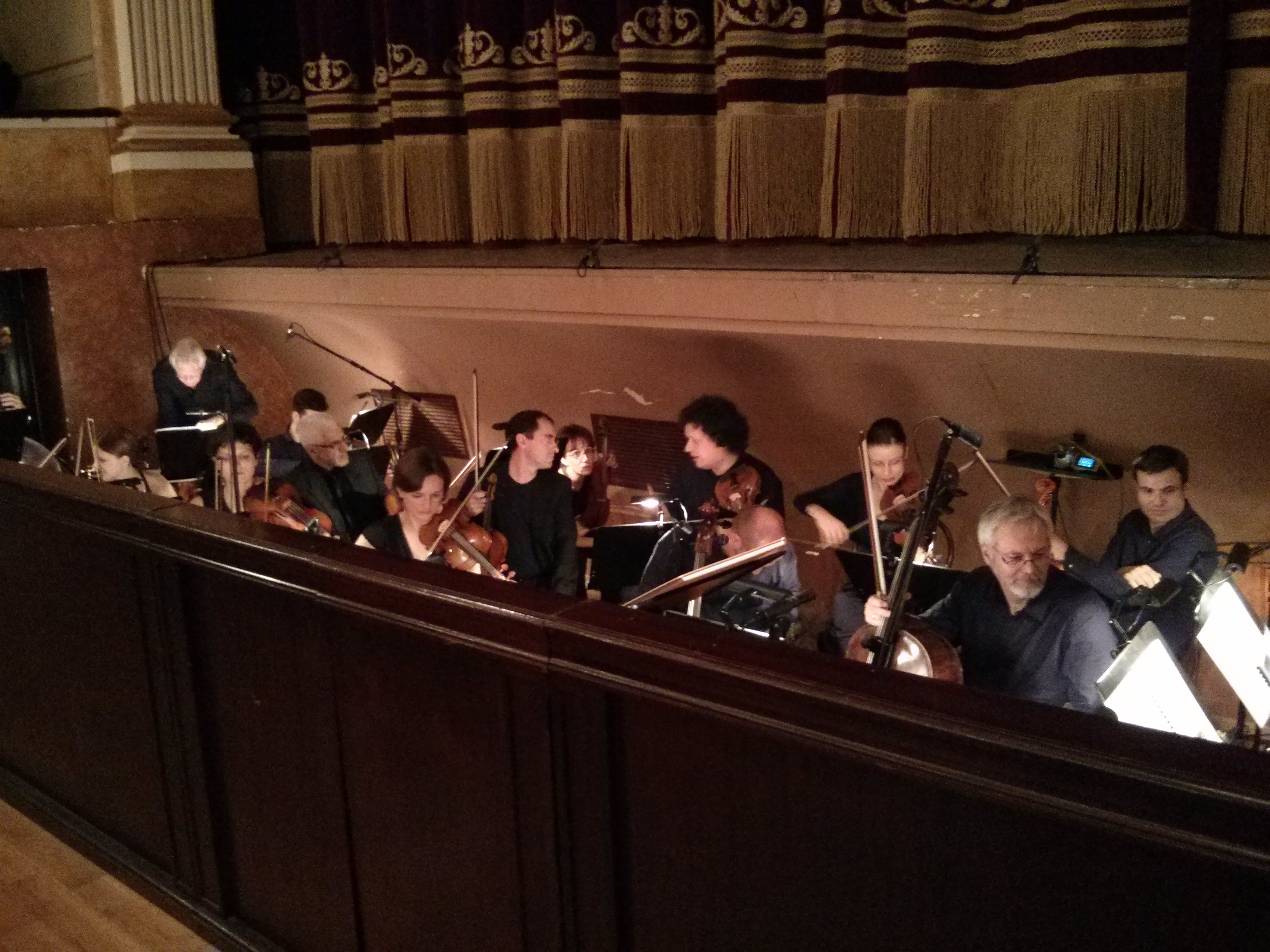
La fossa

- Stagione Operistica
- Stagione di danza
- Stagione di prosa
- Concorso Mattia Battistini
- Rieti Danza Festival, su rietidanzafestival.it. URL consultato il 1º febbraio 2009 (archiviato dall'url originale il 4 novembre 2016).
- Reate Festival, su reatefestival.it.
- Opera Studio
- Premio Poggio Bustone, su premiopoggiobustone.it.

## La Fondazione
(Gianni Letta durante la cerimonia di inaugurazione dopo i lavori 2005-2009)
Con la riapertura del teatro si è costituita anche la Fondazione Flavio Vespasiano con lo scopo di promuovere iniziative artistiche e musicali di livello internazionale. La fondazione sarà sostenuta anche da privati che potranno contribuire attraverso donazioni, garantendosi come contropartita, il diritto di nomina all'interno del Consiglio di amministrazione. Durante la cerimonia inaugurale la presidenza è stata offerta al sottosegretario alla Presidenza del Consiglio dei ministri, Gianni Letta, il quale ha accettato l'incarico.